# 25658 Bokor
25658 Bokor (tên chỉ định: 2000 AE88) là một tiểu hành tinh vành đai chính. Nó được phát hiện bởi dự án Nghiên cứu tiểu hành tinh gần Trái Đất Lincoln ở Socorro, New Mexico, ngày 5 tháng 1 năm 2000. Nó được đặt theo tên Jacqueline B Bokor, an American high school student whose environmental management team project won first place ở the 2009 Giải thưởng Khoa học và Kỹ thuật Intel.